# Креационизм в индуизме
В индуизме существует широкий спектр взглядов на возникновение жизни, креационизм и эволюцию. В индуистских текстах присутствует креационистское описание появления жизни во Вселенной . Согласно классической версии, творцом жизни во Вселенной является один из богов Тримурти — Брахма. Другие члены «индуистской троицы» — Вишну и Шива — соответственно отвечают за поддержание и разрушение Вселенной.
Согласно Ведам, творение Вселенной окутано мраком. В «Насадия-сукте» (одном из гимнов X мандалы «Ригведы») появление Вселенной описывается следующим образом:
Не было не-сущего, и не было сущего тогда. 

Не было ни воздуха, ни небосвода, за его пределами.

Что двигалось туда-сюда? Где? Под чьей защитой?

Что за вода была бездонная, глубока?

Кто воистину знает, кто здесь провозгласит.

Откуда родилось, откуда это творение?

Далее боги (появились) посредством сотворения этого (мира).

Так кто же знает, откуда он возник?

Откуда это творение возникло,

Было ли оно создано или же нет -

Кто надзирает за этим (миром) на высшем небе.

Только он знает или же не знает.
 Сотворение мира впервые описывается в Упанишадах, согласно которым Вселенная со всеми населяющими её живыми существами проходит через повторяющийся цикл творения и разрушения (пралая).
Некоторые течения в индуизме не трактуют описанный в священных текстах миф творения буквально, да и само описание процесса творения часто не является детальным, оставляя возможность для разных интерпретаций, в том числе и для принятия, по крайней мере, некоторых эволюционных теорий. Некоторые индуисты полагают, что Веды и другие священные тексты индуизма в той или иной мере поддерживают эволюционные идеи и что в них содержится предвосхищение этих идей.
Международное общество сознания Кришны (ИСККОН), в свою очередь, выступает против дарвинизма и синтетической теории эволюции. Последователи ИСККОН, как правило, не принимают теорию эволюции Чарльза Дарвина путём естественного отбора, но не обязательно отвергают эволюцию. Взгляды на этот вопрос основателя ИСККОН, Бхактиведанты Свами Прабхупады, изложены в книге «Жизнь происходит из жизни».
Наиболее известными критиками Дарвина и его теории в ИСККОН являются Майкл Кремо и Ричард Томпсон. Индийская философ науки и публицист Мира Нанда называет их взгляды «ведическим креационизмом». Кремо и Томпсон являются авторами книги «Запрещённая археология: неизвестная история человечества». Кремо также написал книгу «Деволюция человека: ведическая альтернатива теории Дарвина». В «Запрещённой археологии» Кремо и Томпсон утверждают, что современный человек существовал на земле миллионы, и даже миллиарды лет, и анализирует существующие археологические свидетельства, по их мнению подтверждающие это. В книге «Деволюция человека» Кремо предлагает взамен теории эволюции Дарвина теорию деволюции души. Теории Кремо и Томпсона были встречены научным сообществом скептически.
Дебаты между креационистами и эволюционистами являются распространённым явлением за пределами Индии, однако, для Индии и большинства последователей индуизма это явление не характерно. В США, в ходе дебатов на эту тему, индуисты высказались против преподавания христианского креационизма в американских школах, так как, по их мнению, это можно рассматривать как навязывание христианской религии.